# Anno sabbatico (lavoro)
Un anno sabbatico è un periodo di interruzione nella carriera lavorativa di una persona, preso allo scopo di dedicarsi ad una particolare attività diversa dall'attività lavorativa o di esaudire un desiderio.

## Definizione
L'anno sabbatico è un periodo non retribuito di assenza, al termine del quale il richiedente conserva il diritto a riprendere il posto di lavoro. Il congedo può essere attivato solo a seguito di richiesta scritta e motivata del lavoratore. Diversamente, potrebbe essere una forma di flessibilità per risparmiare un anno di retribuzione, con un'assenza forzata del lavoratore. Il lavoratore non può svolgere alcun'altra attività retribuita durante tale periodo, e contestualmente richiedere un anticipo del TFR per sostenere le spese per la formazione o le altre cause per le quali si è richiesto il congedo.
Il datore di lavoro può chiedere la documentazione relativa alla motivazione addotta, sia al momento della presentazione della richiesta, che successivamente. Il datore di lavoro, nel limite del monte ore stabilito dai contratti Collettivi Nazionali, può organizzare dei congedi per la formazione continua, che sono individuati come suo diritto opzionale, e dunque presuppongono la volontarietà. L'anno sabbatico è fruibile una sola volta nella vita lavorativa, e dopo almeno cinque anni di anzianità di servizio. Cambiando azienda, si ripresenta l'opportunità per il lavoratore di godere di un periodo sabbatico. Alcune università, o altre istituzioni che impiegano scienziati, medici o accademici, offrono un anno sabbatico retribuito come un anno benefit.

## Italia
In Italia, l'anno sabbatico è stato introdotto con la legge n. 53 del 2000, proposta dal Ministro Livia Turco. La legge introduceva i congedi parentali, per maternità, formazione e gravi motivi familiari, fra i quali è inclusa una grave malattia. Per la legge italiana, l'anno sabbatico non è retribuito, non concorre a formare l'anzianità e gli scatti professionali, né a contributi figurativi per la copertura pensionistica. Il lavoratore può riscattare tale periodo, versando contributi volontari per la copertura pensionistica di tale periodo.

## Congedo per formazione
L'azienda ha diritto a un preavviso di almeno trenta giorni, in modo da consentirle un periodo di affiancamento e travaso di conoscenza con un lavoratore a termine che possa eventualmente sostituire il richiedente. L'azienda può negare il permesso, ripartirlo in più periodi, o rinviarlo ad altra data, in base alle sue esigenze tecniche e organizzative.

## Congedo per eventi e cause particolari
L'azienda non può negarlo e può essere esteso fino a un massimo di due anni.